# Gourdon (Bouzanne)
Der Gourdon ist ein Fluss in Frankreich, der im Département Indre in der Region Centre-Val de Loire verläuft. Er entspringt im Gemeindegebiet von Saint-Denis-de-Jouhet, entwässert generell über Nordost nach Nordwest und mündet nach rund 27 Kilometern im Gemeindegebiet von Jeu-les-Bois als rechter Nebenfluss in die Bouzanne.
Hinweis: Die obigen Angaben zum Quellbereich entstammen der französischen Gewässerdatenbank SANDRE. Im Gegensatz dazu ist auf den kartographischen Darstellungen von geoportail.gouv.fr die Quelle des Flusses unter 46° 29′ 39″ N, 1° 49′ 30″ O zu finden.

## Sehenswürdigkeiten
- Kloster Varennes, die ehemalige Zisterzienserabtei in der Gemeinde Fougerolles liegt am Flussufer und ist ein Monument historique.[4]

## Orte am Fluss
(Reihenfolge in Fließrichtung)
- Besse, Gemeinde Saint-Denis-de-Jouhet
- Fougerolles
- Guéchaussiot, Gemeinde Neuvy-Saint-Sépulchre
- Chantome, Gemeinde Tranzault
- Lys-Saint-Georges
- Jeu-les-Bois